# Vito Volterra
Samuel Giuseppe Vito Volterra (kendt som Vito Volterra, født 3. maj 1860 i Ancona, Kirkestaten, død 11. oktober 1940 i Rom, Italien) var en italiensk matematiker, fysiker og senator. Han er mest kendt for sit arbejde med integralligninger. Volterra var en af grundlæggerne af funktionalanalyse selvom ordet funktional først blev introduceret senere af Jacques Hadamard. Volterra bliver anset som en sin tids største matematikere. Han har også bidraget til bl.a. himmelmekanik, elasticitetsteori og matematisk biologi.

## Opvækst og uddannelse
Vito Volterra blev født 3. maj 1860 i Ancona, dengang i Kirkestaten, i en jødisk familie. Hans forældre var Abramo Volterra, en tekstilkøbmand, og Angelica Almagià, som var blevet gift året før.
Giuseppe Garibaldis hær angreb Ancona i august 1860, og Vitos vugge blev ødelagt af et missil mens Vito lå i den, men Vito overlevede. Vito Volterras far døde da Vito var to år gammel, og efterlod mor og søn uden penge. Familien overlevede kun med hjælp fra morens bror, Alfonso Almagià. De flyttede til Terni og senere til Torino og Firenze hvor Vito Volterra boede i størstedelen af sin barndom. Han læste Legendres Geometri som 11-årig og blev interesseret i matematik.
Efter grundskolen studerede Vito Volterra på en teknisk skole og senere i tre år på Galileo Galilei Teknisk Institut i Firenze. Hans onkel Edoardo Almagià var ingeniør og havde et ingeniørfirma som arbejdede med bygning af jernbaner. På grund af familiens fattigdom blev Vito Volterra opfordret til at stoppe uddannelsen og i stedet tage arbejde i Edoardo Almagiàs firma, men han var opsat på at fortsætte studierne og fik støtte af Edoardo Almagià og lærere på Teknisk Institut som så hans store talent. Han fik et arbejde som fysiklærer i Firenze i 1877 så han kunne fortsætte studierne. Vito Volterra var i stand til starte på Universitet i Pisa i 1878. I 1879 bestod han optagelsesprøven til Scuola Normale Superiore i Pisa med den højeste karakter og fik et stipendium der gav gratis undervisning, kost og logi.

## Karriere
Han afsluttede uddannelsen i 1882 og blev først assistent, og i 1883 professor i mekanik i Pisa. Han blev hurtigt en anerkendt matematiker. I 1892 blev han professor i mekanik på Universitetet i Torino, og i 1900 professor i matematisk fysik på Roms Universitet. Vito Volterra blev medlem af Società Italiana delle Scienze i 1894, af Accademia delle Scienze di Torino i 1895 og Accademia Nazionale dei Lincei, Italiens mest prestigefyldte videnskabsakademi, i 1899.
Vito Volterra giftede sig med Virginia Almagià, Edoardo Almagiàs datter, i 1900. Deres første barn blev født i 1901, men døde kort tid efter fødslen. De fik derudover børnene Luisa (1902), Edoardo (1904), Enrico (1905), Gustavo (1906, døde få måneder gammel) og Gustavo (1909).
I 1905 blev Volterra medlem af det italienske senat. Ved udbruddet af første verdenskrig var Volterra fortaler for at Italien skulle tilslutte sig den fransk-britiske entente. Da Italien endte sin neutralitet i 1915, meldte han sig frivilligt til luftvåbenet og blev hurtigt involveret i militær forskning. Han var den første som foreslog at bruge helium i luftskibe i stedet for brint, og hjalp med at organisere fabrikationen af helium i Italien.
Efter krigen begyndte han at arbejde med matematisk biologi herunder logistiske funktioner og vekselvirkningen mellem rovdyr og byttedyr. Han står bag Lotka-Volterra-ligningerne, som også blev opdaget uafhængigt af Alfred J. Lotka.
I 1920 blev Volterra valgt til formand til Società Italiana delle Scienze, i 1921 for Bureau International des Poids et Mesures og i 1923 til formand for Accademia Nazionale dei Lincei.
Volterra var imod fascismen. I 1925 tilsluttede han sig en gruppe af anti-fascistiske senatorer. Det var den eneste lovlige anti-fascistiske gruppe som Mussolini var tvunget til acceptere, da han ikke kunne opløse Senatet hvis medlemmer var udpeget på livstid af kongen. Volterra blev tvunget til at forlade sit professorat i Rom i 1931 fordi han som en af kun 12 professorer nægtede at aflægge troskabsed til fascistregeringen. I de efterfølgende år levede Volterra i hovedsageligt uden for Italien i Frankrig og andre lande. I 1934 mistede han sine medlemskaber af de italienske vidensskabsakademier da en troskabsed blev påtvunget deres medlemmer. I 1938 blev Volterras familie ramt af Italiens racelovning og to af hans sønner mistede universitetsstillinger fordi de var jøder. Volterra selv var som senator beskyttet mod de værste aspekter af antisemitisme-lovgivningen.